# Dario Silvagni
Dario Silvagni (Brescia, 27 maggio 1954) è un attore italiano, con Leo Colonna, Roberto Pace e Alfredo Pea, fa parte di quel gruppo di attori che a metà degli anni '70 emersero come protagonisti giovani della cosiddetta commedia sexy.

## Biografia
Ha debuttato nel mondo dello spettacolo come attore in alcuni film della commedia sexy quali Il fidanzamento, insieme a Daniela Giordano, e L'educanda. 
Dopo un paio di piccole apparizioni nel genere poliziesco, recita al fianco di Gloria Guida nei film La liceale nella classe dei ripetenti e La liceale seduce i professori.
Nel 1979 ha alcune scene nel film Improvviso, di Edith Bruck, ed è inoltre protagonista nel film Bambulè, di Marco Modugno.
Dopo aver recitato nel film La ripetente fa l'occhietto al preside, nel 1980, scompare definitivamente dalle scene.

## Filmografia

### Cinema
- Il fidanzamento, regia di Giovanni Grimaldi (1975)
- L'educanda, regia di Franco Lo Cascio (1975)
- Squadra antiscippo, regia di Bruno Corbucci (1975)
- Napoli violenta, regia di Umberto Lenzi (1977)
- La liceale nella classe dei ripetenti, regia di Mariano Laurenti (1978)
- La liceale seduce i professori, regia di Mariano Laurenti (1979)
- Bambulè, regia di Marco Modugno (1979)
- Improvviso, regia di Edith Bruck (1979)
- La ripetente fa l'occhietto al preside, regia di Mariano Laurenti (1980)

### Televisione
- Quattro delitti, regia di Gian Pietro Calasso – miniserie TV (1979)

## Doppiatori italiani
- Sandro Acerbo in Squadra antiscippo